# Jaume II de Mallorca
Jaume II de Mallorca, dit el Bon Rei (Montpeller, 1243 – Ciutat de Mallorca, 1311) fou el primer sobirà de la Casa reial de Mallorca, segon fill de Jaume I el Conqueridor i de Violant d'Hongria. Va regnar sobre el Regne de Mallorca des de la mort del seu pare, el 1276, fins al seu propi traspàs, l'any 1311. El seu regnat estigué marcat per tensions amb la Corona d'Aragó, conflictes territorials i l'evident fragilitat d'un conjunt de territoris dispersos —les Illes Balears, el Rosselló, la Cerdanya i Montpeller— que van constituir la Corona de Mallorca.

## Context històric i familiar
A més de ser fill de Jaume I el Conqueridor i de Violant d'Hongria, Jaume II era net per línia paterna de Pere el Catòlic, rei d'Aragó i comte de Barcelona, i de Maria de Montpeller. Per línia materna, era net del rei Andreu II d'Hongria i Violant de Courtenay. Així mateix, era germà del rei Pere el Gran, i a través dels matrimonis de les seves germanes, es convertí en cunyat d'Alfons X de Castella i de Lleó i de Felip III de França.
La infància de Jaume II coincidí amb el declivi de la influència de la Corona d'Aragó a Occitània. El Tractat de Corbeil (1258) i les aliances matrimonials dutes a terme pels reis de França (casaments de Carles d'Anjou i Alfons de Poitiers amb hereves de Provença i Tolosa) van posar punt final, en gran manera, al poder català en territori occità.
Aquest context històric marcà la trajectòria vital de l’infant Jaume, que va viure importants episodis de la reconquesta contra l'islam (arribà a participar en la campanya contra els mudèjars revoltats de 1265) i, alhora, veié com la Corona d'Aragó orientava cada cop més els seus interessos cap a la Mediterrània.

## Infantesa i joventut
Jaume II estigué sovint lluny de la presència paterna, sota la cura de mestres i preceptors com Ramon de Penyafort. Fins i tot va residir un temps a París, on va poder entrar en contacte amb els nous corrents intel·lectuals i religiosos que circulaven entre les elits urbanes, especialment l'emergent franciscanisme. Aquest contacte amb la cultura de la cort francesa i els ambients universitaris de l'època marcaria la seva visió política i la seva sensibilitat religiosa.
A partir dels tretze anys (1256), començà a assumir responsabilitats de govern: primer fou enviat a Mallorca per jurar-ne els privilegis i ser reconegut com a hereu de l'illa; després, esdevingué procurador per supervisar la repoblació i l'assentament de nous habitants, tant a Mallorca com posteriorment al Rosselló. Aquestes tasques el van familiaritzar amb la gestió administrativa i li van permetre conèixer de prop la realitat social i econòmica dels futurs dominis que heretaria.

## Hereu i administrador de Mallorca (1256-1276)
L'any 1257, després de la mort de Pere de Portugal, qui havia exercit com a senyor de Mallorca per segon cop entre 1254 i 1256, Jaume II assumí funcions concretes relacionades amb el control dels béns immobiliaris de l'illa. Aquestes responsabilitats inicials s'ampliaren progressivament, amb el consentiment reial, fins a incloure competències en àmbits com l'urbanisme, la dotació de serveis públics, l'atorgament de cartes de ciutadania i la gestió de lloguers de rendes reials.
Inicialment, Jaume fou dotat amb el quartó de Pere de Portugal a la ruralia eivissenca, patrimoni molt modest, amb una escassa renda de 500 lliures anuals, que no li permetien fer front a les seves despeses; el 1264 reconeixia deutes per 91.753 sous, cosa que el portà a vendre drets urbanístics en espais públics i a autoritzar una densificació urbana més gran.
A partir del 1268, amb el reconeixement reial, s'ampliaren les seves competències, que l'equiparen a un lloctinent, com per exemple: nomenament d'oficials reials, habilitació de nous càrrecs judicials, d'administració de justícia o regulacions legals menors. En aquests temps, encomanà la redacció en català del Llibre del repartiment de Mallorca i inicià una política d'adquisicions patrimonials de grans porcioners feudals com els de Bernat de Santa Eugènia (1270) o Gilabert de Cruïlles, que continuarien de manera intensa durant la primera part del seu regnat. El 1274, Jaume I el nomenà lloctinent de Montpeller, càrrec que a Mallorca no va rebre mai, i que inicià el seu absentisme de l'illa, que mantindria tota la dinastia.
A la petita cort mallorquina del futur rei, hi va exercir el càrrec de senescal Ramon Llull, abans de la seva revelació religiosa. També s'ha dit que en fou el seu preceptor, però això no està acreditat per fonts contemporànies, i sembla una deformació llegendària.

## Matrimoni i descendència
En un fet poc freqüent per a l’època, el seu pare, Jaume I, li concedí la llibertat d'escollir esposa. Finalment, el 12 d'octubre de 1272, Jaume II es casà a Barcelona amb Esclarmonda de Foix, filla del comte Roger IV de Foix. D’aquest matrimoni en nasqueren, almenys, sis fills coneguts:
- Jaume de Mallorca (? - després de 1316): Renuncià a la corona el 1299 per ingressar a l'orde franciscà.
- Sanç I de Mallorca (1283 -1324): Succeí el seu pare com a rei de Mallorca.
- Ferran de Mallorca (1285 -1316): Pare de Jaume III de Mallorca.
- Elisabet de Mallorca (1280? -1301): Es casà el 1299 amb Joan Manuel de Castella, noble i escriptor castellà.
- Sança de Mallorca (? -1345): Contragué matrimoni el 1304 amb Robert I de Nàpols, futur rei d'aquest regne.
- Felip de Mallorca (1288 -1340): Va ser abat i exercí de regent de Mallorca durant la minoria d'edat del seu nebot Jaume III, entre 1324 i 1335.

A més d'aquests fills principals, es documenten altres descendents dels quals es coneixen pocs detalls biogràfics. Probablement moriren en la seva joventut, ja que la informació és escassa:
- Blanca de Mallorca (? - entre 1289 i 1312)
- Pere de Mallorca (? - entre 1285 i 1303)
- Esclarmonda[4] [a]
- Felip (mort jove, abans de 1288)[4] [b]

### Descendència il·legítima
De les relacions extramatrimonials amb Saura de Montreal, Jaume II tingué almenys  una filla il·legítima:
- Saura de Mallorca (? - 1333): Casada amb Berenguer de Vilaragut i Sarrià, fou mare de Violant de Vilaragut, qui esdevingué la segona esposa de Jaume III.

També se'n documenten altres fills il·legítims, de mare desconeguda:
- Ferran (? - després de 1283) [d]
- Joan, religiós (? - després de 1330) [e]

## Testaments de Jaume I
L'infant Jaume va néixer el 1243, i l'any següent ja apareix al tercer testament de Jaume I, però el rei encara en faria tres més, en què variaria els lots corresponents a cada fill: Alfons (difunt el 1260), Pere, Ferran (1248-1251) i el mateix Jaume. No entrà en el joc testamentari Sanç, destinat des de petit a la carrera eclesiàstica.
En el testament de 1244, a Jaume li pertocaven les terres que no procedien de l'herència paterna del rei (Mallorca, València, Rosselló, Cerdanya i Montpeller); Aragó correspondria al primogènit Alfons i; Catalunya al fill segon, Pere.
En el de 1248, havia nascut el darrer fill baró, Ferran, i en el testament d'aquell any a Jaume li assignava València; Aragó continuava per a Alfons; Catalunya i Mallorca serien per a Pere i; per a Ferran, el Rosselló, la Cerdanya i Montpeller.
El 1253, ja havia mort el petit infant Ferran, i Jaume I tornà a reassignar les seves possessions, per a Jaume Mallorca i Montpeller; per a Alfons Aragó i València, i per a Pere Catalunya, inclòs el Rosselló i la Cerdanya.
Finalment, el 1260 moria el primogènit Alfons, sense hereus, cosa que donaria lloc al sisè i definitiu testament, on repartia l'herència entre els dos fills supervivents: deixava a Jaume, Mallorca, el Rosselló, la Cerdanya i Montpeller, i al nou primogènit, Pere, Aragó, Catalunya i València.
No hi ha dubte que Jaume I expressava una concepció patrimonial del conjunt de les seves possessions, en què el seu interès principal era dotar cada un dels seus fills. Aquesta actitud ha estat freqüentment criticada per la historiografia, però aquesta era una tradició del casal, i d'altres famílies reials medievals, que ja s'havia manifestat en termes semblants des de la mort de Guifré el Pilós, i que més modernament es troba en el cas del comtat de Provença (1131 i 1150) o la Cerdanya (1168) i que continuaria passant en el futur: Sicília (1282 i 1291) o Nàpols (1458), sense que els historiadors hagin dedicat tanta atenció al fet, ni desqualificat de manera semblant, com ho han fet amb Jaume I, als que practicaren aquestes divisions.

## Rei de Mallorca

### Dominis territorials

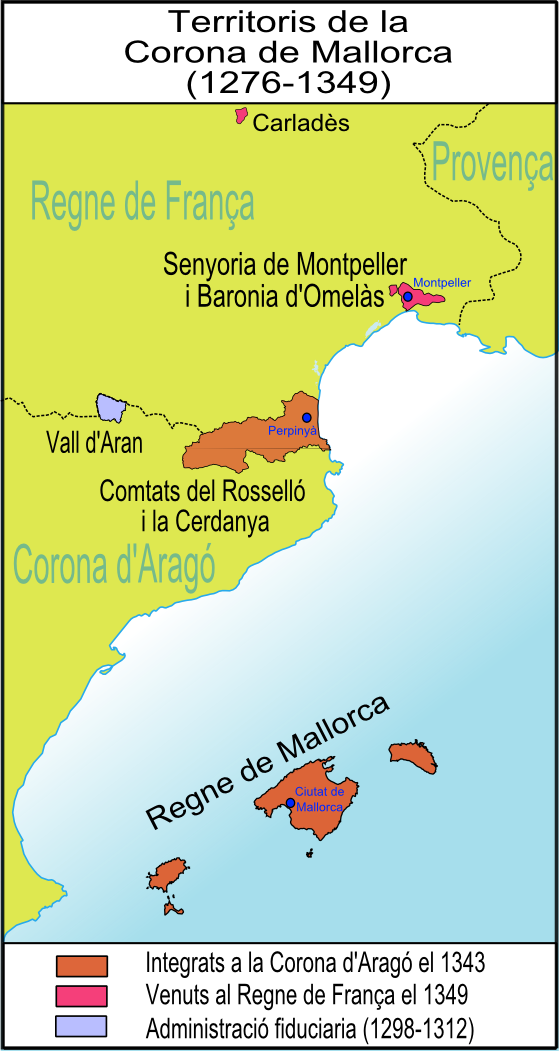
Estats assignats a Jaume II en el sisè i definitiu testament de Jaume I, 1263, (excepte la Vall d'Aran)

La corona de Mallorca, tal com quedà constituïda en el darrer testament de Jaume I estava formada pel Regne de Mallorca (Mallorca, Eivissa i Formentera i els drets i tributs sobre l'emirat de Menorca, regit pels musulmans); els comtats de Rosselló i Cerdanya; el feu de la vila de Cotlliure, el senyoriu de Montpeller, la baronia de Montpeller, la baronia d'Omeladès i el vescomtat de Carladès. També tenia un cert domini feudal sobre el Donasà i els castells de Queragut i So (comtat de Foix) i la vall Ferrera (Pallars Sobirà).
A més, pel tractat d'Argelers de 1298, produí la cessió temporal de la Vall d'Aran al regne de Mallorca per part del rei Jaume II d'Aragó. Aquesta cessió es produí en el context de l'expansió i consolidació de la Corona d'Aragó i en resposta a les tensions derivades de les guerres entre França i els comtes de Foix, que afectaven la regió. L'acord permetia als reis de Mallorca administrar el territori mentre mantenien la seva dependència feudal de la Corona d'Aragó. Aquesta administració s'acabà el 1313 amb el retorn definitiu del Val d'Aran al control directe dels reis d'Aragó.
Aquests territoris, petits i dispersos tant territorialment com demogràficament i fiscalment, quedaven atrapats entre dues grans potències amb interessos clars a la regió: la Corona d'Aragó i el reialme de França. Per una banda, Catalunya, i especialment Barcelona, perdia el control directe sobre unes illes estratègiques per al desenvolupament del seu incipient comerç marítim. Per l'altra, França estava consolidant progressivament la seva sobirania sobre l'Occitània oriental, aprofitant la revitalització dels antics drets feudals carolingis, que no exercia des del segle x.
A més, entre aquestes dues potències es trobava un territori fronterer: els comtats de Rosselló i Cerdanya, que funcionaven com a punt de contacte i coixí en cas de conflicte. Aquesta situació geogràfica i política feia dels dominis de la Corona de Mallorca un espai estratègic, però també extremadament vulnerable.

### Primer període de govern (1276-1285)

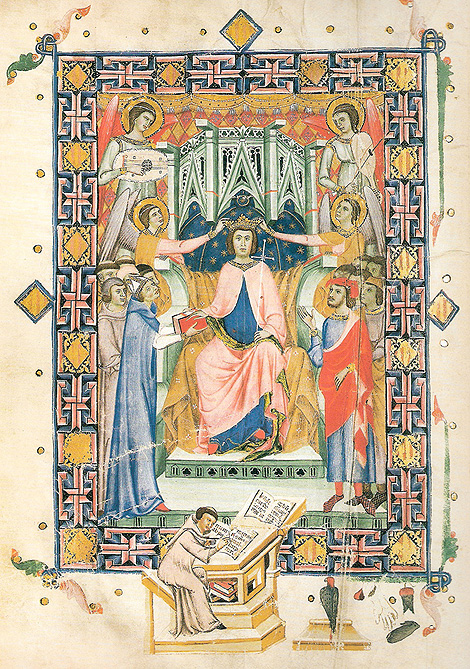
Jurament dels privilegis i franqueses del Regne de Mallorques per Jaume II de Mallorca en ser proclamat rei

Jaume II fou coronat rei a l'església de Santa Eulàlia de la ciutat de Mallorca el 12 de setembre del 1276, i jurà els privilegis i franqueses del Regne de Mallorca, i posteriorment prengué possessió dels comtats catalans que li corresponien, i de Montpeller.
La primera etapa del govern de Jaume II es caracteritza per una escassa acció política interior, i es pot destacar la continuació de compres de propietats feudals a Mallorca, l'inici de les reformes dels palaus de l'Almudaina a la ciutat de Mallorca i del castell Reial de Perpinyà o el mecenatge del col·legi de Miramar a instàncies de Ramon Llull, que li havia sol·licitat quan encara era hereu al tron.
En tot cas, allò que caracteritza la primera etapa és el conflicte constant amb els seus poderosos veïns, que el conduirien a perdre, al llarg dels sis primers anys de govern, la plena sobirania amb què havia rebut la majoria dels seus estats i, finalment, la pèrdua dels seus territoris insulars per un període de tretze anys.

#### La infeudació a Pere el Gran (1279)
Pere el Gran ja havia manifestat l'oposició a les disposicions testamentàries del seu pare mitjançant un document secret signat el 1260, el mateix any que passà a ser primogènit. El distanciament dels dos reis catalans tingué la primera manifestació a partir del suport de Jaume II al seu cunyat Roger Bernat III de Foix que comandava una revolta nobiliària contra Pere el Gran, qüestió que estigué a un pas de provocar una guerra oberta entre els dos germans el 1277. La situació de tensió portà el rei mallorquí a cercar infructuosament l'aliança del papat i de Felip l'Ardit, però finalment s'hagué de conformar amb un acord militar formal amb el seu cunyat, signat el 1278. A conseqüència d'aquests esdeveniments, que acabarien sent favorables a Pere, Jaume II es veuria obligat a declarar-se vassall de Pere pel tractat de Perpinyà, el 20 de gener del 1279, perdent així la plena sobirania que havia heretat tres anys abans.
El tractat establia, tant per a Jaume com per als seus successors, que tots els seus territoris, inclosos els de Montpeller en la part no corresponent al bisbat de Magalona, serien tinguts en feu del rei d'Aragó, i que li retria homenatge sempre que li fos requerit amb la confirmació dels seus súbdits; es fixava una estada anual dels sobirans mallorquins a la cort catalanoaragonesa, de la qual quedava exempt Jaume al llarg de la seva vida, i Jaume es comprometia a ajudar Pere contra tots els seus enemics. Per una altra part, al Rosselló i la Cerdanya s'observarien els usatges de Barcelona i les constitucions de Catalunya, tot respectant els costums de Perpinyà, i hi hauria de córrer només la moneda de Barcelona, però no als territoris insulars, on Jaume quedava en plena llibertat en aquest apartat.

#### La infeudació de Montpeller a Felip l'Ardit (1282)
Molt poc després, a partir de 1280, a Montpeller se succeïren un conjunt de conflictes jurisdiccionals causats per l'arribada de funcionaris del rei de França que començaren a alterar els costums i la normativa montpellerina, tot orientat a implantar l'alta sobirania del rei francès.
Paral·lelament, Jaume intentava resoldre per la via diplomàtica la situació de Montpeller, però Felip li donava llargues prometent una solució satisfactòria per a totes dues parts, que contradeia de manera flagrant el comportament abusiu dels seus funcionaris i la concentració de tropes a Nimes disposades per assaltar Montpeller, cosa que feu desistir la ciutat de presentar resistència.
Finalment, el senescal de Bellcaire, Guillem de Pontchevron, amb l'acceptació del lloctinent del rei Arnau Batlle i dels cònsols de la ciutat, proclamà que els representants del rei de Mallorca reconeixien l'autoritat suprema del rei de França; que els contractes fets a la ciutat havien d'anar encapçalats amb la fórmula «regnante domino Philippo, rege Francie»; que les apel·lacions judicials es farien davant el rei de França; i que hi circularia la moneda tornesa.

### La confiscació del Regne de Mallorca
Els esdeveniments desencadenats per les Vespres Sicilianes, l'any 1282, així com el conflicte obert entre Jaume II de Mallorca i el seu germà Pere el Gran, motivat pel tractat de vassallatge de 1279, van situar al Regne de Mallorca com una peça clau en l'estratègia de la monarquia francesa. Aquestes circumstàncies van portar a l'establiment, el 17 d'agost de 1283, d'una aliança formal que posicionava Jaume II com a col·laborador dels interessos francesos a la regió. En virtut d'aquest acord, el rei de Mallorca es comprometia a facilitar el pas de les tropes franceses pel seu territori en cas d'una incursió militar a Catalunya.
Jaume II no es va limitar a adoptar una postura passiva. De fet, va emprendre accions directes contra els aliats del rei d'Aragó, orientades a desestabilitzar els seus dominis. Entre aquestes accions, destaca la repressió contra figures destacades com el vescomte de Castellnou. La situació s'agreujà amb l'esclat de la croada contra Pere el Gran, un moviment promogut pel papa Martí IV que excomunicà el rei aragonès buscant afeblir el seu poder, tot donant suport al regne francès. S'ha assenyalat que probablement pesava més la necessitat que els croats passessin pels comtats pirinencs de manera pacífica que no pas el possible ressentiment envers el rei Pere.
Jaume II de Mallorca havia governat el regne mallorquí com a vassall de la Corona d’Aragó, en virtut del tractat de Perpinyà, però en el moment de la croada decidí alinear-se amb França. Aquesta decisió es percebé com una traïció al seu germà i va provocar que Pere el Gran ordenés la confiscació dels dominis de Jaume II. L'any 1285, les tropes aragoneses van llançar una campanya militar contra el Regne de Mallorca, que va culminar amb l'annexió de les illes de Mallorca i Menorca, aquesta encara musulmana sota el protectorat atorgat pel tractat de Capdepera.
La ciutat de Mallorca, es va rendir ràpidament a les forces de Pere el Gran, comandades pel seu fill i successor, Alfons el Franc. Els representants dels pobles mallorquins van reconèixer Alfons com a nou sobirà, no obstant això, no tots els dominis mallorquins van cedir amb facilitat. El castell d'Alaró, esdevingué l'últim focus de resistència. Defensat pels llegendaris Cabrit i Bassa, el castell es va mantenir durant setmanes abans de caure finalment a mans de les forces aragoneses el desembre de 1285. La captura del castell va culminar amb l'execució brutal dels seus defensors, que foren cremats vius com a càstig exemplar.
Això marcava el final de l'autonomia del Regne de Mallorca i l'inici d'una etapa en què el regne quedaria sota l'autoritat directa de la Corona d'Aragó. Jaume II fou desposseït del tron i es veié obligat a exiliar-se, mentre que el seu regne era reorganitzat sota la supervisió dels nous administradors aragonesos.

### Segon període de govern de Jaume II (1295-1311)
La Pau d'Anagni es signà per tal de posar fi al conflicte sicilià. Entre els punts acordats, s'establia que Jaume II recuperaria els seus territoris però continuaria essent vassall de la Corona d'Aragó en les mateixes condicions de 1279. Pere el Gran no tenia pressa per tornar les possessions del Regne de Mallorca i el 1297 el papa Bonifaci VIII va haver promulgar una butlla en la que amenaçava de posar la Corona d'Aragó en mans de França si la restitució no es produïa aviat. Finalment, aquesta es produí de manera efectiva el 1298 i fou ratificada pel tractat d'Argelers el 29 de juny del mateix any. Aquesta relació implicava el pagament de tributs i la prestació de suport militar en cas de conflicte. Paral·lelament, la proximitat geogràfica amb el regne de França requeria una diplomàcia acurada per mantenir l'equilibri de poder a la regió. Jaume II va establir aliances matrimonials i va participar en negociacions per assegurar la pau i la seguretat dels seus dominis.
Aquesta segona etapa del seu govern es va centrar en la consolidació interna del regne, la reorganització institucional i l'establiment de polítiques econòmiques que asseguressin la seva viabilitat i prosperitat. Aquest període també va marcar un canvi significatiu en les relacions entre el Regne de Mallorca i la Corona d'Aragó, que es tornaren més cordials. Un exemple d’aquesta millora es produí el 1309, després de la captura de Ceuta per part dels catalans. Quan la ciutat fou cedida als benimerins, Jaume II de Mallorca col·laborà afegint una galera al bloqueig de l'estret de Gibraltar per facilitar el rescat d'uns mercaders mallorquins que estaven retinguts a l'emirat de Granada.

#### Reformes i desenvolupament
Per enfortir l'autoritat reial i garantir una administració eficient, Jaume II va implementar diverses reformes institucionals. Va reforçar el control sobre les institucions locals, designant directament els càrrecs municipals a les principals ciutats del regne, com Perpinyà i Mallorca. Aquesta centralització del poder buscava reduir la influència de les oligarquies locals i assegurar la lleialtat a la Corona. A més, va promoure la codificació de lleis i ordenances per mirar d'anar cap un marc legal més uniforme als seus dominis.
Conscient de la importància d'una economia sòlida, Jaume II va fomentar el comerç i l'agricultura. Va establir nous impostos comercials i va crear un sistema monetari propi per al Regne de Mallorca, amb l'objectiu d'estabilitzar l'economia i augmentar els ingressos reials. També fou l'artífex d'una reordenació integral de la Part Forana de Mallorca durant la primera dècada del segle xiv, a través de les seves Ordinacions que cercaven l'establiment de nous pobladors i fer l'economia menys dependent de les importacions agrícoles. A més, va impulsar la creació de consolats mallorquins en diverses ciutats del nord d'Àfrica, facilitant les relacions comercials i expandint la influència econòmica del regne a la Mediterrània. També va promoure la indústria tèxtil, establint tallers i incentivant la producció local per reduir la dependència de les importacions.
Durant aquest període, Jaume II va emprendre importants projectes arquitectònics que reflectien el poder i l'estabilitat del seu regnat. Va ordenar la construcció del Palau de l'Almudaina a la ciutat de Mallorca, transformant l'antiga fortalesa musulmana en una residència reial adaptada a les necessitats de la seva cort. A Perpinyà, va ampliar i embellir el Palau dels Reis de Mallorca, consolidant-lo com a centre administratiu i símbol de la seva autoritat. A més, va iniciar la construcció del castell de Bellver, una fortalesa d'estil gòtic única per la seva planta circular, destinada a reforçar la defensa de l'illa de Mallorca. En l'àmbit cultural, va protegir i fomentar les arts i les lletres, per exemple protegint a Ramon Llull i establint escoles con la del monestir de Miramar.

## Llegat i mort
Jaume II va morir el 29 de maig de 1311 al Palau Reial de l'Almudaina de la ciutat de Mallorca. El seu govern va establir les bases per a una administració eficient i una economia en creixement, tot i les limitacions territorials i les pressions externes. El seu fill, Sanç I de Mallorca, el va succeir al tron, ja que el seu primogènit Jaume va entrar com a frare franciscà a Perpinyà uns anys abans.

## Llinatge
|  |                                               |  |  |  |  |  |  |  |  |  |  |  |  |  |  |  |
|  | 16. Ramon Berenguer IV de Barcelona (el Sant) |  |  |  |  |  |  |  |  |  |  |  |  |  |  |  |
|  |                                               |  |  |  |  |  |  |  |  |  |  |  |  |  |  |  |
|  |                                               |  |  |  |  |  |  |  |  |  |  |  |  |  |  |  |
|  | 8. Alfons II d'Aragó (el Cast)                |  |  |  |  |  |  |  |  |  |  |  |  |  |  |  |
|  |                                               |  |  |  |  |  |  |  |  |  |  |  |  |  |  |  |
|  |                                               |  |  |  |  |  |  |  |  |  |  |  |  |  |  |  |
|  | 17. Peronella d'Aragó                         |  |  |  |  |  |  |  |  |  |  |  |  |  |  |  |
|  |                                               |  |  |  |  |  |  |  |  |  |  |  |  |  |  |  |
|  |                                               |  |  |  |  |  |  |  |  |  |  |  |  |  |  |  |
|  | 4. Pere II d'Aragó (el Catòlic)               |  |  |  |  |  |  |  |  |  |  |  |  |  |  |  |
|  |                                               |  |  |  |  |  |  |  |  |  |  |  |  |  |  |  |
|  |                                               |  |  |  |  |  |  |  |  |  |  |  |  |  |  |  |
|  | 18. Alfons VII de Lleó                        |  |  |  |  |  |  |  |  |  |  |  |  |  |  |  |
|  |                                               |  |  |  |  |  |  |  |  |  |  |  |  |  |  |  |
|  |                                               |  |  |  |  |  |  |  |  |  |  |  |  |  |  |  |
|  | 9. Sança de Castella                          |  |  |  |  |  |  |  |  |  |  |  |  |  |  |  |
|  |                                               |  |  |  |  |  |  |  |  |  |  |  |  |  |  |  |
|  |                                               |  |  |  |  |  |  |  |  |  |  |  |  |  |  |  |
|  | 19. Riquilda de Polònia                       |  |  |  |  |  |  |  |  |  |  |  |  |  |  |  |
|  |                                               |  |  |  |  |  |  |  |  |  |  |  |  |  |  |  |
|  |                                               |  |  |  |  |  |  |  |  |  |  |  |  |  |  |  |
|  | 2. Jaume I d'Aragó (el Conqueridor)           |  |  |  |  |  |  |  |  |  |  |  |  |  |  |  |
|  |                                               |  |  |  |  |  |  |  |  |  |  |  |  |  |  |  |
|  |                                               |  |  |  |  |  |  |  |  |  |  |  |  |  |  |  |
|  | 20. Guillem VII de Montpeller                 |  |  |  |  |  |  |  |  |  |  |  |  |  |  |  |
|  |                                               |  |  |  |  |  |  |  |  |  |  |  |  |  |  |  |
|  |                                               |  |  |  |  |  |  |  |  |  |  |  |  |  |  |  |
|  | 10. Guillem VIII de Montpeller                |  |  |  |  |  |  |  |  |  |  |  |  |  |  |  |
|  |                                               |  |  |  |  |  |  |  |  |  |  |  |  |  |  |  |
|  |                                               |  |  |  |  |  |  |  |  |  |  |  |  |  |  |  |
|  | 21. Matilda de Borgonya                       |  |  |  |  |  |  |  |  |  |  |  |  |  |  |  |
|  |                                               |  |  |  |  |  |  |  |  |  |  |  |  |  |  |  |
|  |                                               |  |  |  |  |  |  |  |  |  |  |  |  |  |  |  |
|  | 5. Maria de Montpeller                        |  |  |  |  |  |  |  |  |  |  |  |  |  |  |  |
|  |                                               |  |  |  |  |  |  |  |  |  |  |  |  |  |  |  |
|  |                                               |  |  |  |  |  |  |  |  |  |  |  |  |  |  |  |
|  | 22. Isaac Comnè                               |  |  |  |  |  |  |  |  |  |  |  |  |  |  |  |
|  |                                               |  |  |  |  |  |  |  |  |  |  |  |  |  |  |  |
|  |                                               |  |  |  |  |  |  |  |  |  |  |  |  |  |  |  |
|  | 11. Eudòxia Comnena                           |  |  |  |  |  |  |  |  |  |  |  |  |  |  |  |
|  |                                               |  |  |  |  |  |  |  |  |  |  |  |  |  |  |  |
|  |                                               |  |  |  |  |  |  |  |  |  |  |  |  |  |  |  |
|  | 23. Eirene Diplosynadene                      |  |  |  |  |  |  |  |  |  |  |  |  |  |  |  |
|  |                                               |  |  |  |  |  |  |  |  |  |  |  |  |  |  |  |
|  |                                               |  |  |  |  |  |  |  |  |  |  |  |  |  |  |  |
|  | 1. Jaume II de Mallorca (el Bon Rei)          |  |  |  |  |  |  |  |  |  |  |  |  |  |  |  |
|  |                                               |  |  |  |  |  |  |  |  |  |  |  |  |  |  |  |
|  |                                               |  |  |  |  |  |  |  |  |  |  |  |  |  |  |  |
|  | 24. Géza II d'Hongria                         |  |  |  |  |  |  |  |  |  |  |  |  |  |  |  |
|  |                                               |  |  |  |  |  |  |  |  |  |  |  |  |  |  |  |
|  |                                               |  |  |  |  |  |  |  |  |  |  |  |  |  |  |  |
|  | 12. Béla III d'Hongria                        |  |  |  |  |  |  |  |  |  |  |  |  |  |  |  |
|  |                                               |  |  |  |  |  |  |  |  |  |  |  |  |  |  |  |
|  |                                               |  |  |  |  |  |  |  |  |  |  |  |  |  |  |  |
|  | 25. Eufrosina de Kíev                         |  |  |  |  |  |  |  |  |  |  |  |  |  |  |  |
|  |                                               |  |  |  |  |  |  |  |  |  |  |  |  |  |  |  |
|  |                                               |  |  |  |  |  |  |  |  |  |  |  |  |  |  |  |
|  | 6. Andreu II d'Hongria                        |  |  |  |  |  |  |  |  |  |  |  |  |  |  |  |
|  |                                               |  |  |  |  |  |  |  |  |  |  |  |  |  |  |  |
|  |                                               |  |  |  |  |  |  |  |  |  |  |  |  |  |  |  |
|  | 26. Reinald de Chatillon                      |  |  |  |  |  |  |  |  |  |  |  |  |  |  |  |
|  |                                               |  |  |  |  |  |  |  |  |  |  |  |  |  |  |  |
|  |                                               |  |  |  |  |  |  |  |  |  |  |  |  |  |  |  |
|  | 13. Agnès d'Antioquia                         |  |  |  |  |  |  |  |  |  |  |  |  |  |  |  |
|  |                                               |  |  |  |  |  |  |  |  |  |  |  |  |  |  |  |
|  |                                               |  |  |  |  |  |  |  |  |  |  |  |  |  |  |  |
|  | 27. Constança d'Antiòquia                     |  |  |  |  |  |  |  |  |  |  |  |  |  |  |  |
|  |                                               |  |  |  |  |  |  |  |  |  |  |  |  |  |  |  |
|  |                                               |  |  |  |  |  |  |  |  |  |  |  |  |  |  |  |
|  | 3. Violant d'Hongria                          |  |  |  |  |  |  |  |  |  |  |  |  |  |  |  |
|  |                                               |  |  |  |  |  |  |  |  |  |  |  |  |  |  |  |
|  |                                               |  |  |  |  |  |  |  |  |  |  |  |  |  |  |  |
|  | 28. Pere I de Courtenay                       |  |  |  |  |  |  |  |  |  |  |  |  |  |  |  |
|  |                                               |  |  |  |  |  |  |  |  |  |  |  |  |  |  |  |
|  |                                               |  |  |  |  |  |  |  |  |  |  |  |  |  |  |  |
|  | 14. Pere II de Courtenay                      |  |  |  |  |  |  |  |  |  |  |  |  |  |  |  |
|  |                                               |  |  |  |  |  |  |  |  |  |  |  |  |  |  |  |
|  |                                               |  |  |  |  |  |  |  |  |  |  |  |  |  |  |  |
|  | 29. Adelaida de Savoia                        |  |  |  |  |  |  |  |  |  |  |  |  |  |  |  |
|  |                                               |  |  |  |  |  |  |  |  |  |  |  |  |  |  |  |
|  |                                               |  |  |  |  |  |  |  |  |  |  |  |  |  |  |  |
|  | 7. Violant de Courtenay                       |  |  |  |  |  |  |  |  |  |  |  |  |  |  |  |
|  |                                               |  |  |  |  |  |  |  |  |  |  |  |  |  |  |  |
|  |                                               |  |  |  |  |  |  |  |  |  |  |  |  |  |  |  |
|  | 30. Balduí V d'Hainaut                        |  |  |  |  |  |  |  |  |  |  |  |  |  |  |  |
|  |                                               |  |  |  |  |  |  |  |  |  |  |  |  |  |  |  |
|  |                                               |  |  |  |  |  |  |  |  |  |  |  |  |  |  |  |
|  | 15. Violant de Flandes                        |  |  |  |  |  |  |  |  |  |  |  |  |  |  |  |
|  |                                               |  |  |  |  |  |  |  |  |  |  |  |  |  |  |  |
|  |                                               |  |  |  |  |  |  |  |  |  |  |  |  |  |  |  |
|  | 31. Margarida I de Flandes                    |  |  |  |  |  |  |  |  |  |  |  |  |  |  |  |
|  |                                               |  |  |  |  |  |  |  |  |  |  |  |  |  |  |  |
|  |                                               |  |  |  |  |  |  |  |  |  |  |  |  |  |  |  |

## Títols i successors
- A 21 d'agost del 1256: Signum + infantem Jacobi, illustris regis Aragonum filii, et heredis regni Maioricarum et Montispessulani[14]

- A 12 de setembre del 1276: Signum + Jacobi, Dei gratia regis Maioricarum, comitis Rossilionis, et Ceritanie, et domini Montispesulani[15]

- A 17 de setembre del 1299: Sig+num Iacobi Dei gratia regis Maioricarum, comitis Rossilionis et Ceritanie et domini Montispessulani[16]

| Jaume II de Mallorca Casa de Mallorca(Branca menor de: Casa d'Aragó del Llinatge del Casal de Barcelona)Naixement: Montpeller 1243 Mort: Ciutat de Mallorca 1311 | | |
| Títols | | |
| Precedit per: Jaume I d'Aragó "el Conqueridor" (pare) | Rei de Mallorca (Llista de reis de Mallorca) (1276–1285)                                                                                     | — Territori perdut: — Confiscació del Regne de Mallorca (1285-1295) — Conqueridor — Alfons III d'Aragó "el Franc" |
| Precedit per: Jaume I d'Aragó "el Conqueridor" (pare) | Comte de Rosselló i Cerdanya (Llista de comtes de Rosselló) Comtat de Rosselló, Vallespir Comtat de Cerdanya, Comtat de Conflent (1276–1285) | — Territori perdut: — Confiscació del Regne de Mallorca (1285-1295) — Conqueridor — Alfons III d'Aragó "el Franc" |
| Precedit per: Jaume I d'Aragó "el Conqueridor" (pare) | Senyor de Montpeller i Omeladès (Llista de senyors de Montpeller) (1276–1285)                                                                | — Territori perdut: — Confiscació del Regne de Mallorca (1285-1295) — Conqueridor — Alfons III d'Aragó "el Franc" |
| — Territori recuperat: — Tractat d'Anagni (1295) — Anterior — Jaume II d'Aragó "el Just"                                                                         | Rei de Mallorca (Llista de reis de Mallorca) (1295–1311)                                                                                     | Succeït per: Sanç I de Mallorca "el Pacífic" (fill)                                                               |
| — Territori recuperat: — Tractat d'Anagni (1295) — Anterior — Jaume II d'Aragó "el Just"                                                                         | Comte de Rosselló i Cerdanya (Llista de comtes de Rosselló) Comtat de Rosselló, Vallespir Comtat de Cerdanya, Comtat de Conflent (1295–1311) | Succeït per: Sanç I de Mallorca "el Pacífic" (fill)                                                               |
| — Territori recuperat: — Tractat d'Anagni (1295) — Anterior — Jaume II d'Aragó "el Just"                                                                         | Senyor de Montpeller i Omeladès (Llista de senyors de Montpeller) (1295–1311)                                                                | Succeït per: Sanç I de Mallorca "el Pacífic" (fill)                                                               |